# Os Supremos
Os Supremos (no original em inglês, The Ultimates) são um grupo de super-heróis recriados para um novo universo da Marvel, conhecido como Ultiverso ou Universo Ultimate. São a versão Ultimate dos Vingadores.

## Histórico da publicação

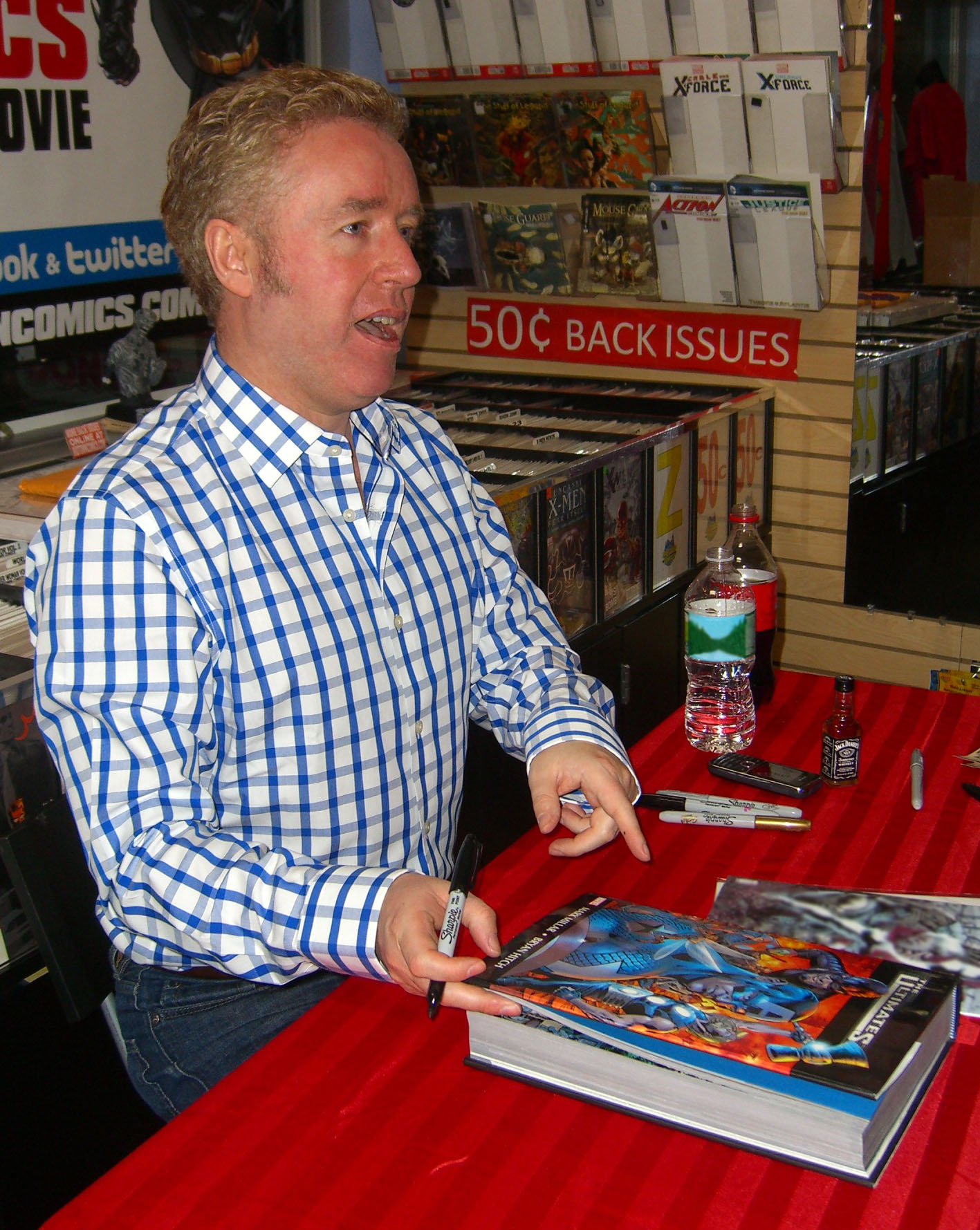
O escritor Mark Millar assinando uma cópia da edição de colecionador da primeira minissérie durante uma aparição no Midtown Comics em Manhattan.

Com o sucesso de estórias da linha Ultimate como Ultimate Homem-Aranha e Ultimate X-Men, já era a hora dos Vingadores receberem sua revista na linha. Então, em 2002, Mark Millar lançou a linha The Ultimates. A história foi um sucesso de vendas e crítica tanto por parte dos fãs, rendendo mais de 15 anos de publicação!
O primeiro volume de Os Supremos, escrito por Millar e ilustrado por Hitch, foi publicado como uma série limitada que decorreu por treze edições com atrasos na produç\ão, de Março de 2002 até Abril de 2004.
Uma segunda série, também de Millar e Hitch e com atrasos similares na produção, foi lançada como OS Supremos 2 e teve treze edições (Dezembro de 2004 até Maio de 2007).
Em uma entrevista de 2004, Millar delineou a diferença entre Os Supremos e Os Vingadores: "A ideia por trás de Os Vingadores é que os maiores super-heróis do Universo Marvel todos se juntam para lutar contra todos os maiores super-vilões que não podem derrotar individualmente, enquanto que OS Supremos 2 é uma exploração do que acontece quando um grupo de pessoas comuns são transformadas em super-soldados e preparadas para lutar a Guerra ao Terror real."
Mark Millar retornou a OS Supremos com uma série de minisséries mais curtas, começando em 2009 com Ultimate Comics: Avengers, que decorreu de agosto de 2009 até julho de 2011.

## História da Equipe

### Os Supremos
General Nick Fury da SHIELD estabelece uma equipe patrocinada pelo governo que inclui o casal de cientistas e Janet e Henry Pym, o cientista Bruce Banner e o milionário Tony Stark para juntos trabalharem na recriação do soro do super soldado. Juntos, eles tem como base a instalação da SHIELD, o Triskelion. Por sorte, a equipe de Tony Stark encontra o Capitão Steve Rogers congelado, que não era visto desde que derrotara os Chitauris na Segunda Guerra Mundial. Banner utiliza-se da amostra do sangue de Rogers para poder recriar o soro, mas por ambição injeta-se com sua fórmula misturada do soro, transformando-se na criatura Hulk, a qual já havia antes atacado Nova York, sendo detido pelos Supremos com a ajuda de Thor. Após ser detido, Banner permanece em custódia, pois descobre que, com a mistura do soro do Hulk com o sangue de Rogers, a criatura Hulk permanece para sempre no seu corpo. Logo, toda vez que Banner se irrita, transforma-se nele. A equipe, então, une forças com os irmãos Mercúrio e Feiticeira Escarlate da Irmandade de Mutantes, os agentes Gavião Arqueiro e Viúva Negra da SHIELD e com a ajuda do próprio Hulk enfrenta a ameaça dos alienígenas transmorfos, os Chitauri, que querem provocar mais uma Guerra Mundial, com o intuito de acabar com a população da Terra, começando seu ataque interno na SHIELD para enfraquecer a defesa da Terra.

### Homens do Amanhã
'Tomorrow Men' é um romance de autoria de Michael Jan Friedman, que se situa entre as histórias em quadrinhos Os Supremos e Os Supremos 2.
O romance trata do confronto entre Nick Fury e os Supremos, e os auto-intitulados "Homens do Amanhã", que afirmam ter viajado dois séculos no tempo para procurar a ajuda dos Supremos no combate ao Tibre, uma organização criminosa que, em seu futuro, arruinou todo o planeta. Os Homens do Amanhã provam sua alegação usando vários conhecimentos futuros, tais como revelando a presença de um pequeno dispositivo no cérebro de Steve Rogers, que foi plantado com o soro Super-Soldado. No entanto, durante uma missão Homem de Ferro é acidentalmente transferido para o futuro dos Homens do Amanhã, onde ele descobre que não só é apenas um futuro alternativo, mas que realmente divergiram de sua própria realidade em algum momento antes da chegada dos Homens do Amanhã na atualidade dos Supremos. Os Homens do Amanhã estão trabalhando para o Tibre, buscando expandir-se para outros mundos. Aproveitando-se das diferenças entre a tecnologia desenvolvida por eles e que se desenvolveram pelo seu homólogo neste momento em sua vida, o Homem de Ferro é capaz de tomar o Tibre para sua surpresa quando eles tentam fervê-lo fora de sua armadura, desviando as células de calor em sua armadura e voltando para seu tempo, alertando a equipe sobre os Homens do Amanhã e forçando-os a recuar antes de Thor destrói o portal que usaram para obter acesso.

### 'A Guerra'
O governo dos EUA está furioso sobre a reaparição de Magneto, que havia sido dado como morto, e exige explicações de Nick Fury. Fury e seus Supremos rastreiam a Mansão Xavier, cuja localização era desconhecida até então, e encontram-na vazia. Nick Fury chega à conclusão incorreta de que os X-Men uniram forças com Magneto para combater a humanidade.
Charles Xavier reúne-se com Magneto para negociar uma trégua, com a intenção de usar o encontro como um desvio para permitir que Wolverine rastreie a base de Magneto. Magneto engana Xavier, rastreia a nova base dos X-Men, por sua vez, e informa anonimamente fora de seu paradeiro aos Supremos. Os Supremos rastreiam os X-Men e tem uma batalha completa.
Os Supremos quase derrotam os X-Men, que são salvos apenas pelo retorno atempado do Homem de Gelo. Todos os X-Men fogem, exceto Charles Xavier, que fica para trás para atrasar os Supremos e é capturado por Nick Fury.

### Sexteto Supremo
Os Supremos capturam Electro e Kraven, o Caçador. Eles são presos em uma prisão de segurança máxima da SHIELD, dentro do Triskelion, junto com Flint Marko (o Homem Areia), Otto Octavius (Doutor Octopus) e Norman Osborn (o Duende Verde). Nick Fury se informa que os cinco presos que estão detidos alteraram ilegalmente seu código genético. Osborn está convencido de que "Haverá seis" prisioneiros.
Nick Fury imediatamente envia agentes para reunir Peter Parker, para o caso de Osborn ir atrás dele. Fury apresenta-lhe aos Supremos, que não acreditam que o Homem-Aranha é um adolescente, e lembra que ele venceu todos os cinco fugitivos em seu próprio bairro. A partir de um retiro secreto, Norman Osborn coloca uma chamada para o Chefe de Gabinete em relação ao Nick Fury.
O presidente medita sobre Nick Fury no que diz respeito à chamada de Osborn, que chantageia o governo, do contrário ele iria divulgar o seu tratamento nas mãos da SHIELD. Fury despacha os Supremos, no entanto, os cinco fugitivos, em seguida, atacam o Triskelion.
S.H.I.E.L.D. leva a Tia May do Homem-Aranha em prisão preventiva, enquanto Fury e os Supremos reúnem as peças no Triskelion. Os bandidos fugitivos sequestram Peter Parker, que estava no traje, e desmascarado. Eles amarram-no a uma cadeira, Otto subjuga-o. Osborn humilha Peter, contando o acidente que o criou, e que ele e Otto foram os pais de Peter de certa forma. Osborn, em seguida, diz a Peter que eles vão atacar a Casa Branca e ele quer que Peter se junte a eles. Peter se recusa, e liberta-se. Osborn, em seguida, ameaça a tia May e Mary Jane, se Peter não se juntar a eles. Os seis atacam à Casa Branca, mas a SHIELD entra em cena.
Os seis e os Supremos se enfrentam no gramado da Casa Branca. Capitão América diz a Parker que sua tia está a salvo. Norman se torna o Duende Verde e ataca o Capitão América, quando seu filho, Harry aparece no gramado, pedindo-lhe para parar.
Enquanto Harry conversa com seu pai, os Supremos o derrotam. Harry diz a Peter que ele vai matar todos eles pelo que fizeram com seu pai. Todos os vilões são detidos novamente e Peter Parker se reencontra com sua tia. Capitão América e Nick Fury falam sobre como a próxima guerra será uma guerra genética, e que as pessoas no poder de decidir irão disputar a guerra.

### Trilogia Galactus

#### Segredo Supremo
Uma instalação secreta da S.H.I.E.L.D. no Novo México que investiga métodos revolucionários de viagens espaciais é atacada pelos alienígenas Kree. Estes forçam o cientista Dr. Philip Lawson a mudar para a sua verdadeira identidade do Mahr Vehl e lutar com os atacantes. Embora capaz de defender com sucesso a instalação, Mahr Vehl fica inconsciente e, eventualmente, é questionado por Fury. Mahr Vehl explica que ele é um membro dos próprios Kree, e que veio observar da Terra para determinar se a humanidade representa uma ameaça para os Kree. Observando a natureza violenta da humanidade, Mahr Vehl revela que os Kree recentemente decidiram limitar a humanidade na Terra até que a entidade Gah Lak Tus possa destruí-los, acabando assim com a ameaça potencial. Percebendo que outros Kree estão vindo e que a ameaça do Visão anunciada é agora muito real, Fury convoca o Quarteto Fantástico e os Supremos.

### Os Supremos 2
Um ano após o ataque dos Chitauri, a opinião pública se voltou contra a equipe quando é revelado que Bruce Banner é o próprio Hulk e que foi responsável pela morte de centenas de pessoas em Nova York. A equipe é prejudicada ainda mais quando Thor é acusado de ser um doente mental que escapou e então é preso. Isto tudo foi causado por seu irmão Loki, que também facilita a criação de uma nova equipe de multinacionais anti-americana chamada Libertadores. Com a ajuda da Viúva Negra - que trai a equipe para os Libertadores - os Supremos são capturados, mas, eventualmente, fogem e combatem os Libertadores até a morte. Com a ajuda do Homem-Aranha, dos X-Men e do Quarteto Fantático.

### Poder Supremo
Os Supremos unem-se ao Quarteto Fantástico, Homem-Aranha e alguns X-Men contra duas poderosas versões do Esquadrão Supremo.

### Os Supremos 3
Novamente tiveram que enfrentar Magneto, a Irmandade e Ultron, após o assassinato da Feiticeira Escarlate.

### Origens Supremas
Enquanto é escolhido um arauto para defender o universo contra a guerra genética, a origem de Wolverine, Nick Fury, Bruce Banner e Magneto são reveladas.

### Ultimato
Lutaram contra Magneto e sua Irmandade após Magneto quase ter destruído o mundo interno.

### Consequências
A equipe se separa em duas e uma delas se intitula Os Vingadores.
A outra equipe se intitula Novos Supremos.

### Ultimate Comics: Os Supremos
As duas equipe se reúnem novamente formando Os Supremos, agora com mais membros e em série contínua.

### Retorno
Os supremos retornaram, assim como todo seu universo no final da hq Homens Aranha 2.

## Membros

### Fundadores
| Personagem      | Identidade Secreta                  | Ingresso       | Notas |
| --------------- | ----------------------------------- | -------------- | --- |
| Nick Fury       | General Nicholas Joseph "Nick" Fury | Os Supremos #1 | |
| Homem de Ferro  | Antonio "Tony" Stark                | Os Supremos #2 | |
| Gigante         | Dr. Henry "Hank" Jonathan Pym       | Os Supremos #2 | Falecido em Ultimatum #3 |
| Vespa           | Janet Pym                           | Os Supremos #2 | Divorciada do Dr. Henry Pym. Falecida em Ultimatum #2.                                                                                       |
| Capitão América | Capitão Steven "Steve" Rogers       | Os Supremos #3 | Primeiro líder, passou sua liderança para a Vespa. Deixou o time após a Morte do Homem-Aranha. Retornou em Ultimate Comics: Os Supremos #13. |
| Thor            | Thorlief Golmen                     | Os Supremos #6 | |

### Divisão Oculta
| Personagem           | Identidade Secreta     | Ingresso       | Notas                                     |
| -------------------- | ---------------------- | -------------- | ----------------------------------------- |
| Gavião Arqueiro      | Clinton Francis Barton | Os Supremos #7 |                                           |
| Viúva Negra          | Natasha Romanova       | Os Supremos #7 | Trai a equipe e é morta em Os Supremos 2. |
| Mercúrio             | Pietro Lensherr        | Os Supremos #7 |                                           |
| Feiticeira Escarlate | Wanda Lensherr         | Os Supremos #7 | Morta por Ultron em Os Supremos 3.        |

### Novos Recrutas
| Personagem      | Identidade Secreta     | Ingresso                                          | Notas                                                                        |
| --------------- | ---------------------- | ------------------------------------------------- | ---------------------------------------------------------------------------- |
| Valquíria       | Barbara Denton-Norriss | Os Supremos vol. 3 #1                             | Falecida em Ultimate Comics: Novos Supremos.                                 |
| Pantera Negra   | T'Challa Udaku         | Os Supremos vol. 3 #1                             | Deixou o time e foi para Hollywood com Ka-Zar e Shanna.                      |
| Zarda           | Claire Debussy         | Poder Supremo #9                                  | Última aparição no Universo Ultimate foi em Ultimate Comics: Novos Supremos. |
| Ka-Zar          |                        | Ultimate Comics: Novos Supremos #1                | Deixou o time e foi para Hollywood com Shanna e Pantera Negra.               |
| Shanna          |                        | Ultimate Comics: Novos Supremos #1                | Deixou o time foi para Hollywood com Pantera Negra e Ka-Zar.                 |
| Gigante         | Scott Lang             | Ultimate Comics: Vingadores Vs. Novos Supremos #1 |                                                                              |
| Viúva Negra     | Monica Chang           | Ultimate Comics: Vingadores Vs. Novos Supremos #1 |                                                                              |
| Mulher-Aranha   | Jessica Drew           | Ultimate Comics: Os Supremos #3                   |                                                                              |
| Falcão          | Samuel Wilson          | Ultimate Comics: Os Supremos #5                   |                                                                              |
| Captão Britanha | Jamie Braddock         | Ultimate Comics: Os Supremos #8                   |                                                                              |
| Homem-Aranha    | Miles Morales          | Ultimate Comics: Homem-Aranha Vol 2 #16           |                                                                              |

## Em outras mídias

### Desenhos Animados
- Foram lançados dois filmes em DVD em 2006, intitulados Os Supremos - O Filme e Os Supremos II.
- O filme de 2012 Os Vingadores teve sua trama como uma mistura de The Avengers Vol.1 de Stan Lee e Jack Kirby, e os Os Supremos. Na trama Nick Fury e a Shield reunem os Vingadores (ao contrário do universo original, onde os Vingadores se reúnem "por acaso" para enfrentar Loki). E a batalha contra os Chitauri no filme, (os Chitauri não existiam no universo original, foram introduzidos apenas para o Universo Ultimate, anos depois, foram introduzidos no universo original, porém sua aparência foi drasticamente alterada).